# Jean Baptiste Jacques de La Porte d'Anglefort
Jean Baptiste Jacques de La Porte d'Anglefort, né le 22 septembre 1787 à Dijon et mort le 6 juillet 1809 à Wagram, est un militaire français, officier d'artillerie dans la Grande Armée. Il est le fils unique de Charles-Antoine de La Porte d'Anglefort, dernier comte d'Anglefort, et de Françoise Baron.
Il meurt durant la bataille de Wagram en 1809.